# Tsutomu Seki
| Odkryte planetoidy: 225  | Odkryte planetoidy: 225 |
| ------------------------ | ----------------------- |
| (2396) Kochi             | 9 lutego 1981           |
| (2571) Geisei            | 23 października 1981    |
| (2582) Harimaya-Bashi    | 26 września 1981        |
| (2621) Goto              | 9 lutego 1981           |
| (2835) Ryoma             | 20 listopada 1982       |
| (2880) Nihondaira        | 8 lutego 1983           |
| (2961) Katsurahama       | 7 grudnia 1982          |
| (3150) Tosa              | 11 lutego 1983          |
| (3182) Shimanto          | 27 listopada 1984       |
| (3262) Miune             | 28 listopada 1983       |
| (3431) Nakano            | 24 sierpnia 1984        |
| (3785) Kitami            | 30 listopada 1986       |
| (3822) Segovia           | 21 lutego 1988          |
| (3851) Alhambra          | 30 października 1986    |
| (3914) Kotogahama        | 16 września 1987        |
| (3935) Toatenmongakkai   | 14 sierpnia 1987        |
| (4039) Souseki           | 17 września 1987        |
| (4095) Ishizuchisan      | 16 września 1987        |
| (4097) Tsurugisan        | 18 listopada 1987       |
| (4101) Ruikou            | 8 lutego 1988           |
| (4223) Shikoku           | 7 maja 1988             |
| (4256) Kagamigawa        | 3 października 1986     |
| (4290) Heisei            | 30 października 1989    |
| (4399) Ashizuri          | 21 października 1984    |
| (4411) Kochibunkyo       | 3 stycznia 1990         |
| (4439) Muroto            | 2 listopada 1984        |
| (4441) Toshie            | 26 stycznia 1985        |
| (4496) Kamimachi         | 9 grudnia 1988          |
| (4498) Shinkoyama        | 5 stycznia 1989         |
| (4505) Okamura           | 20 lutego 1990          |
| (4578) Kurashiki         | 7 grudnia 1988          |
| (4606) Saheki            | 27 października 1987    |
| (4639) Minox             | 5 marca 1989            |
| (4670) Yoshinogawa       | 19 grudnia 1987         |
| (4675) Ohboke            | 19 września 1990        |
| (4841) Manjiro           | 28 października 1989    |
| (4865) Sor               | 8 października 1988     |
| (5058) Tarrega           | 28 lipca 1987           |
| (5113) Kohno             | 19 stycznia 1988        |
| (5124) Muraoka           | 4 lutego 1989           |
| (5141) Tachibana         | 16 grudnia 1990         |
| (5179) Takeshima         | 1 marca 1989            |
| (5209) Oloossôn          | 13 lutego 1989          |
| (5815) Shinsengumi       | 3 stycznia 1989         |
| (5823) Oryo              | 20 grudnia 1989         |
| (5824) Inagaki           | 24 grudnia 1989         |
| (5862) Sakanoue          | 13 stycznia 1983        |
| (5915) Yoshihiro         | 9 marca 1991            |
| (5962) Shikokutenkyo     | 18 kwietnia 1990        |
| (5966) Tomeko            | 15 listopada 1990       |
| (5969) Ryuichiro         | 17 marca 1991           |
| (6088) Hoshigakubo       | 18 października 1988    |
| (6237) Chikushi          | 4 lutego 1989           |
| (6244) Okamoto           | 20 sierpnia 1990        |
| (6302) Tengukogen        | 2 lutego 1989           |
| (6399) Harada            | 3 kwietnia 1991         |
| (6449) Kudara            | 7 lutego 1991           |
| (6458) Nouda             | 2 października 1992     |
| (6497) Yamasaki          | 27 października 1992    |
| (6514) Torahiko          | 25 listopada 1987       |
| (6606) Makino            | 16 października 1990    |
| (6660) Matsumoto         | 16 stycznia 1993        |
| (6699) Igaueno           | 19 grudnia 1987         |
| (6720) Gifu              | 11 listopada 1990       |
| (6925) Susumu            | 24 października 1993    |
| (6965) Niyodogawa        | 11 listopada 1990       |
| (6971) Omogokei          | 8 lutego 1992           |
| (7017) Uradowan          | 1 lutego 1992           |
| (7094) Godaisan          | 4 września 1992         |
| (7125) Eitarodate        | 7 lutego 1991           |
| (7235) Hitsuzan          | 30 października 1986    |
| (7274) Washioyama        | 21 marca 1982           |
| (7287) Yokokurayama      | 10 listopada 1990       |
| (7289) Kamegamori        | 5 maja 1991             |
| (7410) Kawazoe           | 20 sierpnia 1990        |
| (7415) Susumuimoto       | 14 listopada 1990       |
| (7463) Oukawamine        | 20 września 1985        |
| (7594) Shotaro           | 19 stycznia 1993        |
| (7650) Kaname            | 16 października 1990    |
| (7693) Hoshitakuhai      | 20 listopada 1982       |
| (8083) Mayeda            | 1 listopada 1988        |
| (8163) Ishizaki          | 27 października 1990    |
| (8234) Nobeoka           | 3 listopada 1997        |
| (8367) Bokusui           | 23 października 1990    |
| (8375) Kenzokohno        | 12 stycznia 1992        |
| (8387) Fujimori          | 19 lutego 1993          |
| (8428) Okiko             | 3 listopada 1997        |
| (8485) Satoru            | 29 marca 1989           |
| (8492) Kikuoka           | 21 stycznia 1990        |
| (8732) Champion          | 8 grudnia 1996          |
| (8877) Rentaro           | 19 stycznia 1993        |
| (8957) Koujounotsuki     | 22 marca 1998           |
| (9032) Tanakami          | 23 listopada 1989       |
| (9062) Ohnishi           | 27 listopada 1992       |
| (9063) Washi             | 17 grudnia 1992         |
| (9196) Sukagawa          | 27 listopada 1992       |
| (9198) Sasagamine        | 25 stycznia 1993        |
| (9323) Hirohisasato      | 11 lutego 1989          |
| (9409) Kanpuzan          | 25 stycznia 1995        |
| (9745) Shinkenwada       | 2 listopada 1988        |
| (9751) Kadota            | 20 sierpnia 1990        |
| (9756) Ezaki             | 12 lutego 1991          |
| (9852) Gora              | 24 grudnia 1990         |
| (9870) Maehata           | 24 lutego 1992          |
| (9964) Hideonoguchi      | 13 lutego 1992          |
| (10078) Stanthorpe       | 30 października 1989    |
| (10091) Bandaisan        | 11 listopada 1990       |
| (10094) Eijikato         | 20 lutego 1991          |
| (10167) Yoshiwatiso      | 31 stycznia 1995        |
| (10300) Tanakadate       | 6 marca 1989            |
| (10321) Rampo            | 26 października 1990    |
| (10547) Yosakoi          | 2 maja 1992             |
| (10791) Uson             | 8 lutego 1992           |
| (10803) Caréyo           | 21 października 1992    |
| (10829) Matsuobasho      | 22 października 1993    |
| (11288) Okunohosomichi   | 10 grudnia 1990         |
| (11294) Kazu             | 4 lutego 1992           |
| (11296) Denzen           | 24 maja 1992            |
| (11304) Cowra            | 19 lutego 1993          |
| (11321) Tosimatumoto     | 21 lutego 1995          |
| (11361) Orbinskij        | 28 lutego 1998          |
| (11516) Arthurpage       | 6 marca 1991            |
| (11878) Hanamiyama       | 18 kwietnia 1990        |
| (11925) Usubae           | 23 grudnia 1992         |
| (11927) Mount Kent       | 16 stycznia 1993        |
| (12084) Unno             | 22 marca 1998           |
| (12277) Tajimasatonokai  | 17 listopada 1990       |
| (12335) Tatsukushi       | 21 listopada 1992       |
| (12690) Kochimiraikagaku | 5 listopada 1988        |
| (12706) Tanezaki         | 15 października 1990    |
| (12749) Odokaigan        | 2 lutego 1993           |
| (13015) Noradokei        | 14 grudnia 1987         |
| (13529) Yokaboshi        | 1 września 1991         |
| (13553) Masaakikoyama    | 2 maja 1992             |
| (13569) Oshu             | 4 marca 1993            |
| (13918) Tsukinada        | 24 sierpnia 1984        |
| (13933) Charleville      | 2 listopada 1988        |
| (13978) Hiwasa           | 4 maja 1992             |
| (13989) Murikabushi      | 16 stycznia 1993        |
| (14012) Amedee           | 6 grudnia 1993          |
| (14880) Moa              | 7 lutego 1991           |
| (15238) Hisaohori        | 2 lutego 1989           |
| (15252) Yoshiken         | 20 lipca 1990           |
| (15723) Girraween        | 20 września 1990        |
| (15739) Matsukuma        | 9 marca 1991            |
| (16503) Ayato            | 15 października 1990    |
| (16602) Anabuki          | 17 marca 1993           |
| (17461) Shigosenger      | 20 października 1990    |
| (17465) Inawashiroko     | 11 listopada 1990       |
| (17508) Takumadan        | 3 maja 1992             |
| (17509) Ikumadan         | 4 maja 1992             |
| (18365) Shimomoto        | 17 listopada 1990       |
| (18400) Muramatsushigeru | 25 listopada 1992       |
| (18609) Shinobuyama      | 30 stycznia 1998        |
| (18644) Arashiyama       | 2 marca 1998            |
| (19156) Heco             | 20 września 1990        |
| (19161) Sakawa           | 15 października 1990    |
| (19197) Akasaki          | 6 marca 1992            |
| (19210) Higayoshihiro    | 25 grudnia 1992         |
| (20040) Tatsuyamatsuyama | 21 listopada 1992       |
| (20102) Takasago         | 31 stycznia 1995        |
| (21014) Daishi           | 13 października 1988    |
| (21016) Miyazawaseiroku  | 2 listopada 1988        |
| (21022) Ike              | 2 lutego 1989           |
| (21089) Mochizuki        | 8 lutego 1992           |
| (21126) Katsuyoshi       | 19 stycznia 1993        |
| (21166) 1993 XH          | 6 grudnia 1993          |
| (21282) 1996 TD15        | 14 października 1996    |
| (23468) Kannabe          | 20 września 1990        |
| (23478) 1991 BZ          | 21 stycznia 1991        |
| (23504) Haneda           | 7 marca 1992            |
| (23587) Abukumado        | 2 października 1995     |
| (24889) Tamurahosinomura | 11 grudnia 1996         |
| (26092) 1987 SF          | 16 września 1987        |
| (26097) 1988 VJ1         | 6 listopada 1988        |
| (26123) 1992 OK          | 29 lipca 1992           |
| (26127) Otakasakajyo     | 19 stycznia 1993        |
| (26151) Irinokaigan      | 2 października 1994     |
| (26837) 1991 RF1         | 7 września 1991         |
| (27716) Nobuyuki         | 13 lutego 1989          |
| (27739) Kimihiro         | 17 października 1990    |
| (27740) Obatomoyuki      | 20 października 1990    |
| (27790) Urashimataro     | 13 lutego 1993          |
| (29157) Higashinihon     | 11 marca 1989           |
| (29186) Lake Tekapo      | 26 października 1990    |
| (29199) Himeji           | 17 marca 1991           |
| (29249) Hiraizumi        | 26 września 1992        |
| (29252) Konjikido        | 25 stycznia 1993        |
| (29337) Hakurojo         | 6 stycznia 1995         |
| (30838) 1991 CM1         | 7 lutego 1991           |
| (30879) Hiroshikanai     | 25 maja 1992            |
| (30888) Okitsumisaki     | 19 stycznia 1993        |
| (32858) Kitakamigawa     | 25 stycznia 1993        |
| (35076) Yataro           | 21 stycznia 1990        |
| (35093) Akicity          | 14 marca 1991           |
| (37729) Akiratakao       | 14 października 1996    |
| (39558) Kishine          | 24 maja 1992            |
| (39566) Carllewis        | 26 września 1992        |
| (39712) 1996 TJ54        | 14 października 1996    |
| (39809) Fukuchan         | 30 listopada 1997       |
| (42566) Ryutaro          | 3 grudnia 1996          |
| (43792) 1990 VY1         | 11 listopada 1990       |
| (43794) Yabetakemoto     | 19 grudnia 1990         |
| (43803) 1991 RH2         | 7 września 1991         |
| (43857) 1993 VP2         | 15 listopada 1993       |
| (46580) Ryouichiirie     | 2 kwietnia 1992         |
| (46592) 1992 YP          | 16 grudnia 1992         |
| (46595) Kita-Kyushu      | 29 grudnia 1992         |
| (46596) Tobata           | 16 stycznia 1993        |
| (48482) Oruki            | 5 lutego 1992           |
| (48495) Ryugado          | 16 stycznia 1993        |
| (52285) Kakurinji        | 30 lipca 1990           |
| (52455) Masamika         | 6 stycznia 1995         |
| (58164) 1989 WV3         | 20 listopada 1989       |
| (58184) Masayukiyamamoto | 7 września 1991         |
| (58185) Rokkosan         | 7 września 1991         |
| (65716) Ohkinohama       | 25 stycznia 1993        |
| (65894) Echizenmisaki    | 30 stycznia 1998        |
| (79130) Bandanomori      | 26 października 1990    |
| (79149) Kajigamori       | 27 października 1992    |
| (79152) Abukumagawa      | 17 marca 1993           |
| (90713) Chajnantor       | 11 listopada 1990       |
| (120462) Amanohashidate  | 26 października 1990    |
| (237276) Nakama          | 2 grudnia 2008          |
| (321821) 2010 RT46       | 3 września 2010         |

Tsutomu Seki (jap. 関勉 Seki Tsutomu; ur. 3 listopada 1930 w Kōchi) – japoński astronom amator, dyrektor Geisei Observatory.
Odkrył bądź współodkrył kilka komet, w tym C/1965 S1 (Ikeya-Seki). Odkrył także 225 planetoid, w tym należące do Grupy Amora oraz do grupy Trojańczyków. Wiele nazw obiektów odkrytych przez Tsutomu Seki ma związek z jego rodzinnym miastem, Kōchi, np. (2396) Kochi, (2571) Geisei, (2582) Harimaya-Bashi, (2835) Ryoma, (2961) Katsurahama, (4256) Kagamigawa czy (7274) Washioyama.
W uznaniu jego pracy jedną z planetoid nazwano (3426) Seki.